# Bondues
Bondues é uma comuna francesa na região administrativa de Altos da França, no departamento do Norte. Estende-se por uma área de 13.05 km². Em 2010 a comuna tinha 10 143 habitantes (densidade: 777,2 hab./km²).